# ペイジ・ヤング
ペイジ・ヤング（Paige Young、1944年3月16日 - 1974年7月13日）は、米PLAYBOY誌1968年11月号のプレイメイト。ロサンゼルス出身。
彼女の中央見開き折込ページ（センターフォールド）は、ピーター・ガウランド(Peter Gowland)によって撮影された。
彼女は1974年7月13日にロサンゼルスの自宅で睡眠薬の過剰摂取により他界した。30歳であった。